# Olsterveer

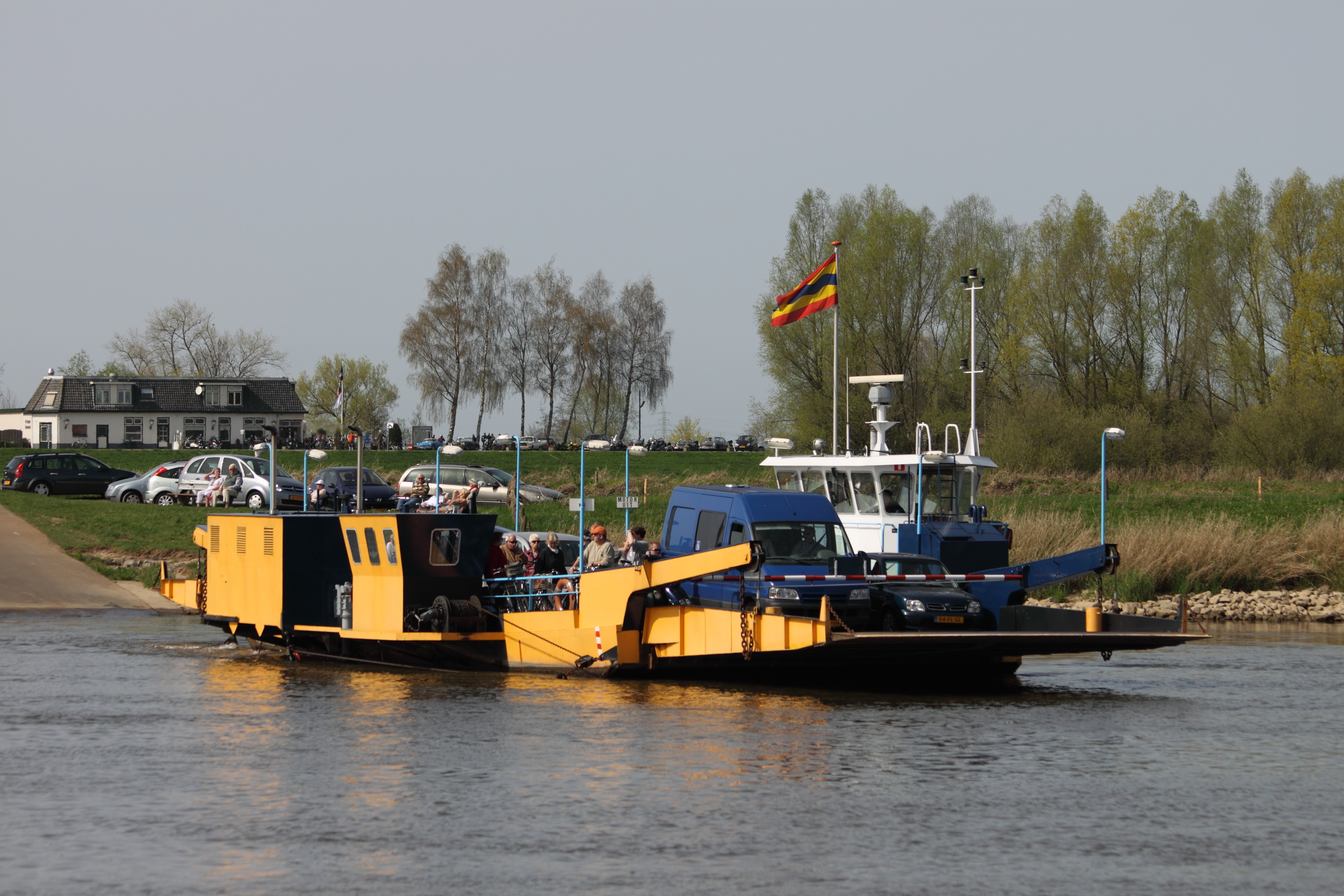
Olsterveer

Het Olsterveer is een veerdienst over de rivier de IJssel tussen Olst en Welsum. Beide oevers behoren tot de provincie Overijssel en bij de gemeente Olst-Wijhe. Het veer is de enige verkeersverbinding tussen de twee delen van de gemeente. De dienst bestaat al eeuwen, de eerste documentatie over een veerverbinding op deze plek stamt uit 1469. Tot 1800 heette de oeververbinding het 'Welsummerveer'.
De pont werd tot in de jaren 30 van de twintigste eeuw met handkracht voortbewogen. De huidige kabelpont is in 1982 gebouwd en is 35 × 12 meter groot. Hij is voorzien van een motor en van marifoon en radar, zodat ook bij slecht zicht gevaren kan worden. Er is ruimte voor 12 auto’s.